# 자유장교단

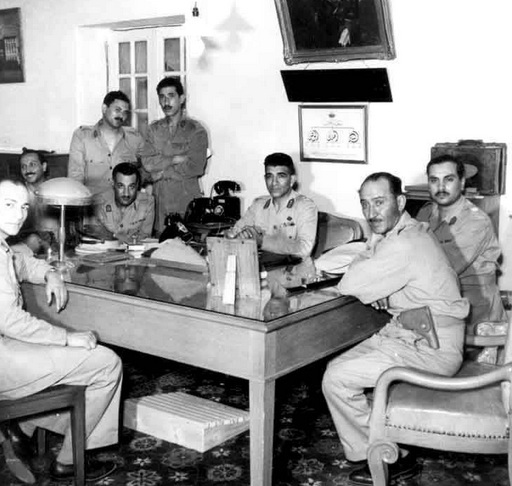
1953년에 촬영된 자유장교단 대원 단체 사진. 왼쪽에서 오른쪽으로 자카리아 모히에딘, 압델 라티프 보그다디, 카멜 엘딘 후세인, 가말 압델 나세르, 압델 하킴 아메르, 무함마드 나기브, 아마드 샤우키.

자유장교단(아랍어: حركة الضباط الأحرار)은 1952년 이집트 혁명을 선동한 이집트와 수단 군대의 이집트 민족주의 장교단이었다.
처음에는 작은 반란 군대로 시작되었다. 가말 압델 나세르, 후세인 하무다, 칼레드 모히에딘, 카말 엘딘 후세인, 살라 나스르, 압둘 하킴 아메르, 사드 타우피크가 포함된 자유장교단은 1948년에 아랍 세계 국가들과 이스라엘 사이에 일어난 제1차 중동 전쟁 당시에 하급 장교들의 비밀 운동으로 운영되었다. 무하마드 나기브는 전쟁이 끝난 후 1949년에 자유장교단에 합류했으며 전쟁 중에 얻은 영웅 지위와 군대에 대한 그의 영향력으로 인해 공화주의 혁명을 이끄는 혼란 중에 공식 지도자가 되었다.

## 배경
제1차 세계 대전 이후 대공황으로 나타난 경제적 몰락은 이집트와 수단을 포함한 전 세계 국가 경제에 영향을 미쳤다. 이 기간 동안 강대국들은 아랍 세계와 중동에서는 긍정적인 발전이 분명해진 후 경제 개발을 위한 제도를 제거하기 시작했다. 이것은 많은 정치 단체가 정치인에 대항하여 조직하도록 장려했다.